# Spavinaw (Oklahoma)
Spavinaw es un pueblo ubicado en el condado de Mayes en el estado estadounidense de Oklahoma. En el año 2010 tenía una población de 	437 habitantes y una densidad poblacional de 437 personas por km².

## Geografía
Spavinaw se encuentra ubicado en las coordenadas 36°23′33″N 95°2′55″O / 36.39250, -95.04861 (36.392585, -95.048665).

## Demografía
Según la Oficina del Censo en 2000 los ingresos medios por hogar en la localidad eran de $19,792 y los ingresos medios por familia eran $22,188. Los hombres tenían unos ingresos medios de $24,028 frente a los $17,750 para las mujeres. La renta per cápita para la localidad era de $11,010. Alrededor del 27.7% de la población estaban por debajo del umbral de pobreza.